# Estreito de Ormuz

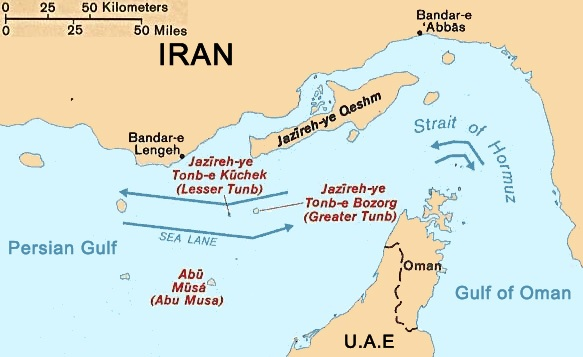
Mapa do estreito de Ormuz

O estreito de Ormuz ou Hormuz (em persa: تنگهٔ هرمز) é um pedaço de oceano relativamente estreito entre o golfo de Omã ao sudeste e o golfo Pérsico ao sudoeste. Na sua costa norte está o Irã e na costa sul os Emirados Árabes Unidos e um enclave de Omã.
Aí situavam-se o Forte de Nossa Senhora da Conceição de Ormuz, o Forte de Queixome e o Forte de Comorão, que foram antigas possessões portuguesas.

## Situação estratégica das ilhas

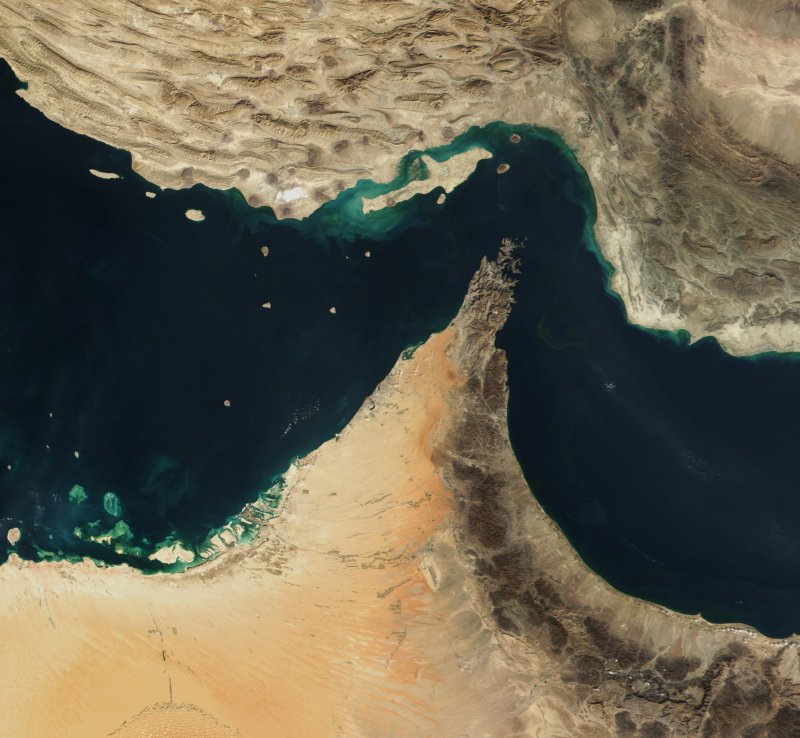
O estreito de Ormuz visto do espaço. NASA

Próximo da costa norte situam-se algumas ilhas, que incluem Kish, Queixome, Abu Musa e as Tunbs Maior e Menor. Essas ilhas têm posições estratégicas enormes, funcionando com plataformas de controle do tráfego marítimo, além disso, a importância estratégica do estreito se deve principalmente por ser uma importante rota de escoamento de petróleo oriundo dos países árabes produtores da região, por donde transita entre um terço e 40% do tráfego marítimo petroleiro mundial.

## Etimologia
A abertura do Golfo Pérsico foi descrita, mas não denominada, no Périplo do Mar da Eritreia, um guia marítimo do século I:
Cap.35. No final dessas ilhas Caleis existe uma cadeia de montanhas chamada Calon, e lá segue-se, não muito além, a boca do golfo Pérsico, onde há muito mergulho para os pescadores de pérolas e mariscos. À esquerda dos estreitos há grandes montanhas chamadas Asabon, e à direita crescem, bem à vista, outras montanhas arredondadas e altas, chamadas Semiramis; entre elas, a passagem através do estreito tem aproximadamente 600 estádios; além dos quais aquele grande e largo mar, o golfo Pérsico, avança longe no interior (das terras). Na parte superior e final deste golfo há uma cidade mercantil, designada pela lei, chamada Apólogo, situada perto de Cárax Espasinu e do rio Eufrates.
Existem duas opiniões sobre a etimologia deste nome. Segundo a crença popular, deriva do nome do deus persa هرمز (Ormoz, uma variação de Ahura Mazda). Outros historiadores e linguistas derivam o nome Ormuz da palavra persa local هورمغ (hur-mogh) significando tamareira. Na realidade, nos dialetos locais de Hurmoz e Minab este estreito ainda é chamado Hurmogh e tem o significado acima mencionado.

## Palco de incidentes
Em uma conferência à imprensa em 18 de dezembro de 1997, O ministro do exterior e deputado iraniano Abbas Maleki disse que o Irã apoiava o livre transporte de petróleo através do estreito de Ormuz, mas se reservava a opção de fechar o estreito ao tráfego marítimo se o Irã estivesse ameaçado.

### 1988
Em 3 de julho de 1988, o estreito de Ormuz foi palco de uma das mais controversas tragédias da aviação da História, quando o vôo 655 da companhia iraniana Iran Air, um Airbus A300, foi abatido por um navio de guerra da marinha americana, o USS Vincennes (CG-49). Todas as 290 pessoas a bordo morreram.
O incidente aconteceu por uma sequência de erros da tripulação do navio americano.
Em um contexto de guerra (final da Guerra Irã-Iraque) vários navios civis e militares já haviam sido atacados pelos dois lados, inclusive outros navios militares americanos. Naquele dia o USS Vincennes foi atacado por barcos patrulha Iranianos, e entrou em combate com os mesmos. O Airbus iraniano foi erroneamente confundido pela tripulação como um caça F-14 da Força Aérea Iraniana supostamente iniciando aproximação para ataque. Foram laçados dois misseis SM-2MR que atingiram e derrubaram a aeronave civil matando todos os seus ocupantes.
Em 1996, os EUA pagaram US$ 68.1 milhões como indenização as famílias das vítimas.
O comandante do navio, William C. Rogers III, foi afastado do comando de navios e tornou-se instrutor em terra.

### 2007
Em março de 2007, mais um incidente envolvendo o Irã acabou afetando também a marinha britânica: quinze marinheiros ingleses foram capturados por lanchas iranianas na região, sendo libertados apenas 2 semanas depois.

### 2008
Um incidente internacional ocorrido no estreito às 5h da madrugada de 6 de Janeiro de 2008, envolvendo cinco lanchas da Guarda Revolucionária Iraniana e três embarcações americanas, pioraram a relação entre Irã e EUA: as lanchas, em águas territoriais iranianas, rodearam um destróier, uma fragata e um cruzador americano, movimentando-se a apenas 180 metros de distância, e alegadamente lançaram caixotes na água em frente aos navios, obrigando-os a manobras evasivas, além de supostamente fazerem provocações via rádio, como por exemplo: "Vamos atacar-vos, vamos fazer-vos explodir dentro de alguns minutos". As autoridades americanas vieram a reconhecer posteriormente que as tais ditas ameaças via VHF não teriam origem nas lanchas iranianas.
O porta-voz da Defesa iraniana, Mohammad Ali Hosseini, citado pela agência oficial Irna, qualificou o fato de "comum".